# Luis Enrique Camejo
Pour les articles homonymes, voir Camejo.
 (septembre 2013).
Luis Enrique Camejo est un peintre cubain contemporain né à Pinar del Río (Cuba) le 19 janvier 1971. Il vit et travaille aujourd’hui à La Havane, et a remporté de nombreux prix - dont le premier prix à la cinquième édition du concours Nicomedes García Gomez en 2003.

## Études
De 1982 à 1986, Luis Enrique Camejo a étudié les arts plastiques à l’École d’art de Pinar Del Rio, avant d’intégrer l’École nationale d’art de La Havane de 1986 à 1990. Luis Enrique Camejo achève son cursus scolaire en sortant diplômé de l’Institut supérieur des arts (ISA)  de La Havane en 1996, où il enseigne aujourd’hui les arts plastiques.

## Style artistique
Les thèmes favoris de Luis Enrique Camejo sont la relation entre l’Homme et son environnement - en particulier l’environnement urbain la nuit -  et le Temps.
Luis Enrique Camejo utilise des lumières, des effets de couleurs, de flou et de transparence pour illustrer la vitesse des temps modernes, et ajoute à ses œuvres quelques éléments nets comme un arbre ou une voiture.
Luis Enrique Camejo est également membre de l’Organisation des artistes et écrivains cubains.

## Récompenses
- 2003 : Premier Prix de la 5e édition du concours Nicomedes García Gomez, Segovia, Espagne
- 2002 : mention du Salon des Beaux Arts de Pinar del Rio, Pinar del Río, Cuba
- 1990 :
  - Prix de l’Institut du Livre de Pinar del Rio, Pinar del Río, Cuba
  - Mention du Salon des Beaux Arts de Pinar del Rio, Pinar del Río, Cuba

## Expositions individuelles
- 2008 : Vanishing, Luis Camejo y Pablo Soria, Pan American Art Projects, Miami, Floride
- 2007 : Ciudad Móvil. Godoy World Art Gallery, Madrid, Espagne

- 2006 : 
  - Sueños. Livingstone Gallery, La Haye, Pays-Bas; Havana Gallery, Zurich, Suisse
  - Sueño, 9e édition de la Biennale de La Havane, Morro-Cabaña, La Havane, Cuba
  - Sueño, City Gallery, Camagüey, Cuba

- 2005 : 
  - Places, Galería Servando, La Havane, Cuba
  - Tráfico, Livingstone Gallery, La Haye, Pays-Bas

- 2004 :
  - Transparencia, Galería Pequeño Espacio. C.N.A.P. La Havane, Cuba
  - Déjà vu, Gallery 23 y 12, La Havane, Cuba

- 2003 :
  - Landscapes, Art Center, Pinar del Río, Cuba
  - Landscapes, Art Center Ciego de Avila, Cuba
- Paintings of Luis E. Camejo, San Francisco de Asis Convent, La Havane, Cuba
  - VIII Havana Biennale, La Havane, Cuba

- 2002 : After the Rain, Gallery 106, Austin, Texas, États-Unis

- 2001 : Handmade, Gallery Acacia, La Havane, Cuba

- 1999 : Juntos pero no revueltos, Gallery Havana, La Havane, Cuba

## Expositions collectives
2008 :
•	De Pinar… Epílogo visual, Galería Collage, La Havane, Cuba
•	The first collection, AD HOD Gallery. Ontario, Canada
•	L.Cadalso, Luis E.Camejo, R.Mena : Intemporel, Paris, France
•	Mi isla es una ciudad, Triennale Bovisa, Milan, Italie
•	Gran subasta del MAC, Casacor, ville de Panama, Panama
•	Arteamericas, Miami Beach Convention Center, Miami, EU
•	CIRCA, Feria de Arte, San Juan, Puerto Rico
•	XVII Gran Subasta de Excelencias, Fundación San Felipe, hôtel Marriott, Panama
2007 :
•	Balelatina. Basel, Pays-Bas
•	Art Amsterdam, Amsterdam, Pays-Bas
•	IX Bienal de Cuenca, Cuenca, Équateur 
•	Art Madrid 2007, Madrid, Espagne
•	Monstruos Devoradores de Energía, Casa de América. Madrid, Espagne
•	Cosmos, Galería Habana, La Havane, Cuba
•	Luz insular, Addison House Plaza, ville de Panama, Panama
•	A través del espejo: Arte Cubano Hoy, Galería Allegro, ville de Panama, Panama
2006 :
•	Relatos de viaje. Convento de San Francisco de Asís. La Havane, Cuba
•	Manual de Instrucciones. Convento de Santa Clara. La Havane, Cuba
•	Art Madrid 2006, Madrid, Espagne
•	Subasta Fernando Durán, Madrid, Espagne
•	2006 Art Auction. Corcoran Gallery of Art, Washington D.C.
•	Vedado, Galería 23 y 12, La Havane, Cuba
•	KunstRAI 2006, Amsterdam, Pays-Bas
•	En Tránsito, Galería Villa Manuela, La Havane, Cuba
•	Du Paysage aux expériences de L’homme, Planet Discovery Hall, Beyrouth, Liban
•	Ici et maintenant, Galerie Intemporel, Paris, France
2005 :
•	Art Fair Köln, Colonia, Allemagne
•	Espacios, Galería Espacios, Madrid, Espagne
•	TIAFF 2005, Toronto International Art  Fair, Convention Center, Toronto, Canada
•	Zomerbeelden, Livingstone Gallery, La Haye, Pays-Bas
•	KunstRAI, International Art Fair in Amsterdam, Pays-Bas
•	Cuba, The Next Generation, Center for  Cuban Studios, New York
•	Pintura Húmeda, Biblioteca Nacional José Martí, La Havane, Cuba
•	El Arte de la Apropiación, Galería Servando, La Havane, Cuba.
2004 :
•	Cuba From The Inside, Looking Out, Elaine L. Jacob Gallery, Détroit
•	TIAF 2004, Metro Toronto Convention Center, Toronto, Canada
•	50 × 70, Havana Galerie, Zurich, Suisse    
•	Die Magie des Gewöhnlichen, Havana Galerie, Zurich, Suisse
•	Es para no ser visto, Galería Praxis Internacional, Lima, [Pérou]
•	Memoria, presente y utopia, Convento de San Francisco de Asís, [La Havane], [Cuba]

## Référence
- http://www.havana-cultura.com